# فرونتینوس

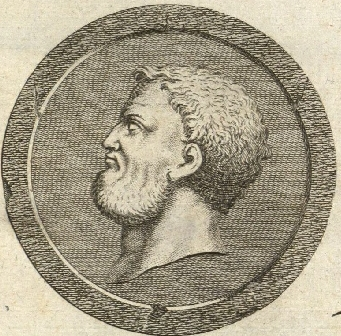
فرونتینوس

سکستوس یولیوس فرونتینوس Sextus Julius Frontinus (ح. ۴۰ – ۱۰۳ میلادی) سپاهی و مهندس رومی بود که در حدود ۴۰ میلادی زاده شد و در ۱۰۳ درگذشت. او در سال ۹۷ به ریاست عالی آب‌گذرهای شهر روم منصوب شد.
فرونتینوس اثری در دو کتاب راجع به تأمین آب شهر روم نوشت، که مهم‌ترین اثر مهندسی روزگار قدیم است؛ و رساله‌ای نوشت راجع به تدابیر جنگی. رساله‌ای در مساحی نیز بدو منسوب است. او می‌دانست که سرعت فوران به ارتفاع آب در بالای محل خروج آب بستگی دارد.